# Pierre de Saint-Martin (Gadancourt)
La Pierre de Saint-Martin ou Pas de Saint-Martin est un mégalithe situé sur le territoire de la commune de Gadancourt dans le département du Val-d'Oise.

## Description
La pierre est une dalle de grès de 3,30 m sur 3,65 m couchée au sol. Selon Paul de Mortillet, le propriétaire de la pierre prétendait avoir connu la pierre dressée, ce qui en ferait alors un menhir. La dalle comporte quatre rainures profondes de polissage ce qui l'apparente à un polissoir mais selon Peek l'orientation des rainures indique qu'elles auraient été faites alors que la pierre était à plat et seraient donc postérieures à la chute du menhir mais cela ne concorde pas avec la légende de Saint-Martin, qui correspond à une christianisation de la pierre, qui a du naître durant l'Antiquité tardive ou le Moyen Âge.

## Folklore
Paul de Mortillet rapporte que selon la légende, les rainures de la pierre correspondent aux traces des pieds du cheval de Saint-Martin qui aurait glissé et qu'on prêtait autrefois à la pierre le pouvoir de guérir les chevaux que l'on devait faire tourner plusieurs fois autour.